# Autonomní republika
Autonomní republika je autonomní celek s vlastní ústavou, prezidentem, parlamentem, státními symboly a znaky. Není to však plnohodnotně nezávislá republika (není subjektem mezinárodního práva) a je politicky podřízena centrální vládě státu, na jehož území se nachází. O svých vnitřních záležitostech však rozhoduje většinou sama bez zásahů nadřazených celků. Má právo na určení úředních jazyků a vydávat vlastní zákony.
Autonomní republiky se nacházely na území bývalého Sovětského svazu, většina z nich ležela uvnitř Ruské sovětské federativní socialistické republiky a od roku 1991 jsou součástí Ruska jako republiky Ruské federace. Autonomní republiky v SSSR nesly název autonomní sovětská socialistická republika. Byly většinou zřizovány za účelem poskytnutí autonomie národnostním menšinám. Ve skutečnosti se, vzhledem k rovnoprávnosti občanů, ony národnostní menšiny musí dělit o moc v autonomní republice s často mnohem početnějšími Rusy nebo jiným velkým národem, ať už kvůli řízené imigraci v sovětské éře, nebo kvůli nevhodně vytyčeným hranicím.
Statut podobný autonomním republikám mělo i 13 bývalých francouzských afrických kolonií po dva roky před vyhlášením nezávislosti v roce 1960. 

## Seznam autonomních republik

### 22republik Ruské federace
| - Adygejsko - Altajská republika - Baškortostán - Burjatsko - Čečensko - Čuvašsko - Dagestán - Chakasie - Ingušsko - Kabardsko-Balkarsko - Kalmycko | - Karačajsko-Čerkesko - Karelská republika - Komijská republika - Krymská republika (de facto) - Marijsko - Mordvinsko - Sacha - Severní Osetie-Alanie - Tatarstán - Tuva - Udmurtsko |

### Ázerbájdžán
- Nachičevanská autonomní republika

### Gruzie
- Abchazská autonomní republika (de iure)
- Adžarská autonomní republika

### Ukrajina
- Autonomní republika Krym (de iure)

### Uzbekistán
- Karakalpakstán

## Seznam zaniklých autonomních republik
- Albánie – Autonomní republika Severní Epirus (28. února 1914 – 27. října 1914)
- Nizozemsko – Republika Spojených států Indonésie (27. prosince 1949 – 17. srpna 1950)
- Francie
  - Středoafrická republika (1. prosince 1958 – 13. srpna 1960)
  - Republika Čad (28. listopadu 1958 – 11. srpna 1960)
  - Republika Dahome (4. prosince 1958 – 5. srpna 1960)
  - Gabonská republika (28. listopadu 1958 – 17. srpna 1960)
  - Republika Pobřeží slonoviny (4. prosince 1958 – 7. srpna 1960)
  - Malgašská republika (14. října 1958 – 26. června 1960)
  - Islámská republika Mauritánie (28. listopadu 1958 – 28. listopadu 1960)
  - Republika Kongo (28. listopadu 1958 – 15. srpna 1960)
  - Republika Niger (19. prosince 1958 – 3. srpna 1960)
  - Republika Senegal (25. listopadu 1958 – 4. dubna 1960)
  - Francouzská súdánská republika (24. listopadu 1958 – 20. června 1960)
  - Republika Togo (22. února 1958 – 27. dubna 1960)
  - Republika Horní Volta (11. prosince 1958 – 5. srpna 1960)
- Sovětský svaz – Autonomní sovětská socialistická republika